# In viaggio per il college
In viaggio per il college (College Road Trip) è un film del 2008, diretto da Roger Kumble ed interpretato da Raven-Symoné e Martin Lawrence. Il film è stato co-prodotto dalla Gunn Films e dalla major hollywoodiana Walt Disney Pictures oltre che distribuito. L'uscita nelle sale di proiezione Stati Uniti è avvenuta il 7 marzo 2008, in Italia il 18 luglio 2008. A differenza degli USA, dove il film ha riscontrato grande successo, in Italia è stato un vero e proprio flop, incassando, durante il primo weekend, solo 4.890 Euro. Ha fatto il suo primo passaggio televisivo il 29 maggio 2011 su Italia 1, riportando una media di 1.702.000 telespettatori e il 6,75% di share.

## Trama
Melanie Porter è una ragazza di 17 anni che sta per diplomarsi e sogna di andare alla Georgetown University. Tuttavia suo padre James, capo della polizia nel tranquillo sobborgo di Chicago dove vivono, è iperprotettivo e non è pronto per lasciarla partire per studiare così lontano da casa. Infatti ha altri piani per Melanie: vuole che lei vada alla Northwestern University, che è distante solo 28 minuti da casa. James discute anche con sua moglie, l'agente immobiliare Michelle, che approva la scelta della figlia. Melanie viene invitata a un colloquio presso la Georgetown da un reclutatore del college che ha visto la sua performance in un finto processo. Le sue due migliori amiche, Nancy e Katie, si offrono di portarla a Pittsburgh nel loro itinerario per visitare le altre università. Melanie è entusiasta di andare con loro fino a quando suo padre non si prende le ferie apposta per accompagnarla personalmente a Washington a visitare la Georgetown.
Sulla loro strada, Melanie visita a malincuore la Northwestern per accontentare il padre e lì incontrano un duo padre- figlia, Doug e Wendy, anche loro in visita per un itinerario fra i vari college. James ha assunto degli attori alla Northwestern, per far credere a Melanie che l'università sia molto pericolosa ma il suo piano fallisce perché Melanie lo smaschera.
Forano una ruota e James ben presto trova Trey nascosto nel bagagliaio con Albert. Sfortunatamente a causa di un incidente l'auto cade in un dirupo e a piedi raggiungono un hotel. Il giorno seguente si imbattono di nuovo in Doug e Wendy, che si offrono di dare loro un passaggio. Durante il viaggio James scopre da Wendy che il programma di Giurisprudenza della Georgetown prevede di recarsi a studiare per un semestre anche all'università gemellata di Tokio e ne rimane davvero deluso perché Melanie gliel'aveva nascosto. Per andare a casa della nonna, trovano un passaggio in un autobus di turisti giapponesi dove si confrontano sulle loro differenze e alla fine si pacificano cantando la loro canzone. A sorpresa, Nancy e Katie si presentano a prendere Melanie a casa della nonna per fare un pigiama party nel campus dove risiede la sorella di Nancy. James, a causa di un malinteso decide di verificare che la figlia stia effettivamente lì e si intrufola in casa. Dopo aver sentito che sua figlia ha fiducia in lui, decide di andarsene ma per non farsi vedere si nasconde sotto al letto. Purtroppo si addormenta e viene scambiato per un maniaco e portato in cella dagli agenti di sicurezza del campus. Quando arriva la figlia, scoprendo il fatto si arrabbia e decide di partire da sola per Washington.
James raggiunge quindi la figlia in aeroporto ma entrambi hanno perso il volo. Lui le spiega che ha capito il suo errore e non vuole distruggere i suoi sogni e che è pronto per farle realizzare i suoi progetti. Dopo aver fatto accompagnare a casa Trey dalla nonna, essi trovano un volo alternativo di un'équipe di paracadutisti. Devono lanciarsi nel vuoto e atterrano in un campo da golf, dove ritrovano il padre della sposa a cui avevano rovinato in ricevimento a causa del maialino Albert. Tra loro inizia una rincorsa con i golf cart ma alla fine arrivano in tempo per il colloquio. Melanie è nervosa ma James la conforta e alla fine Melanie viene accettata alla Georgetown, e scopre che anche Wendy ha fatto domanda per la stessa università, e sarà nel suo stesso dormitorio.

## Produzione
Il film è nato da alcune bozze sviluppate da Carrie Evans e Emi Mochizuki, sceneggiatori della Disney Writers Program.
Durante la fase di pre-produzione è stato assunto Roger Kumble come regista e Martin Lawrence come interprete principale.
Il film è stato girato dall'8 luglio 2007 al 30 dello stesso mese nelle varie location poste nel Connecticut (Choate Rosemary Hall, Roger Ludlowe Middle School e Taft School). Le riprese svoltesi nella Taft School dovevano inizialmente essere girate a Georgetown, poi scelta scartata. Alcune scene del film sono state girate nel quartiere di Glenbrook (Stamford), Connecticut.

## Distribuzione del film
| Date di uscita internazionali | Date di uscita internazionali |
| Paese                         | Date                          |
| ----------------------------- | ----------------------------- |
| Stati Uniti d'America         | 7 marzo 2008                  |
| Canada                        | 7 marzo 2008                  |
| Germania                      | 13 marzo 2008                 |
| Austria                       | 13 marzo 2008                 |
| Australia                     | 20 marzo 2008                 |
| Brasile                       | 25 aprile 2008                |
| Argentina                     | 15 maggio 2008                |
| Spagna                        | 11 luglio 2008                |
| Italia                        | 18 luglio 2008                |
| Regno Unito                   | settembre 2008                |